# Victor Nehmi
Victor Abou Nehmi, nasceu em 9 de novembro de 1925 (em Zalé, no Líbano) e faleceu em 2 de agosto de 2014 em São Paulo. Foi professor da Escola Politécnica da USP e diretor da Escola Superior de Química das Faculdades Oswaldo Cruz, tendo sido nomeado como educador internacional em 2005 pela Universidade de Cambridge (Inglaterra), por suas pesquisas sobre a datação de fósseis com o Carbono-14.
Autor de livros didáticos de química com tiragem de 2 milhões de exemplares.
Palestrante sobre energia nuclear para fins pacíficos, especializou-se em Carbono-14 para datação de fósseis na Universidade Yale (EUA), tendo sido o responsável pela montagem do laboratório de Carbono-14 na Universidade de São Paulo (USP).
Único participante da América Latina em congressos internacionais sobre Carbono-14, apresentou tese sobre o tema na Universidade de Heindenberg, na Alemanha (a universidade mais antiga do mundo) e em Berna, capital da Suíça.
Foi convidado a ser membro da Associação dos Companheiros de Cambridge, cujos encontros são anuais. Sobre o ingresso na fraternidade Nehmi declarou: "É mais honroso que o próprio título outorgado por se tratar de uma deferência pessoal feita a um estrangeiro..."

## Citação
| “ | É especial para mim, por ter partido de uma Universidade histórica como a de Cambridge, que existe desde o século XIV e por onde passaram grandes descobridores na área das Ciências, como Newton, Dalton e muitos outros... Isso é que me honra muito, a importância da Universidade que me agracia com a homenagem | ” |
|   | — Victor. |   |

## Publicações
- Problemas de Química Orgânica, Ed. Independente (1961)
- Química Geral - 4 volumes, Ed. Nobel (1962)
- Química Orgânica - 3 volumes, Ed. Ática (1964)
- Quimica Inorgânica Metais, Ed. GCJJ (1965)
- Quimica Inorgânica Não-Metais, Ed. GCJJ (1969)
- Química Geral e Atomística, Ed. Ática (1993)
- Química - Volume único, Ed. Ática (1995)
- Como surge um sucesso - Ed. Nehmi 6 (2010)